# 亚历山大·尼科利奇
亚历山大·尼科利奇（羅馬化：Aleksandar Nikolić，1924年10月28日—2000年3月12日），塞尔维亚篮球运动员、教练，奈史密斯篮球名人纪念堂入选者，国际篮联名人堂入选者。他曾带领南斯拉夫队参加1960年和1964年夏季奥林匹克运动会男子篮球比赛。